# Siempre estoy pensando en ti
Siempre estoy pensando en ti es el primer álbum recopilatorio del cantante y compositor mexicano Juan Gabriel de sus grabaciones con Mariachi. Fue publicado en 1978.
Alterna grabaciones de los discos: Con El Mariachi Vargas De Tecalitlán de 1974 y Con Mariachi Vol. II de 1976.

## Lista de canciones
| N.º | Título                                                                          | Escritor(es) | Duración |  |
| 1.  | «Siempre Estoy Pensando En Ti - Del disco: Con Mariachi Vol. II 1976»           | Juan Gabriel | 3:32     |  |
| 2.  | «Ases y Tercia De Reyes - Del disco: Con El Mariachi Vargas De Tecalitlán 1974» | Juan Gabriel | 1:55     |  |
| 3.  | «Nuestros Corazones - Del disco: Con Mariachi Vol. II 1976»                     | Juan Gabriel | 2:19     |  |
| 4.  | «La Muerte Del Palomo - Del disco: Con El Mariachi Vargas De Tecalitlán 1974»   | Juan Gabriel | 3:29     |  |
| 5.  | «Esta Noche Voy a Verla - Del disco: Con El Mariachi Vargas De Tecalitlán 1974» | Juan Gabriel | 2:41     |  |
| 6.  | «Nos Vemos Mañana - Del disco: Con Mariachi Vol. II 1976»                       | Juan Gabriel | 2:50     |  |
| 7.  | «Lágrimas y Lluvia - Del disco: Con El Mariachi Vargas De Tecalitlán 1974»      | Juan Gabriel | 3:07     |  |
| 8.  | «Otra Vez Me Enamoré - Del disco: Con Mariachi Vol. II 1976»                    | Juan Gabriel | 2:50     |  |
| 9.  | «Que Sea Mi Condena - Del disco: Con El Mariachi Vargas De Tecalitlán 1974»     | Juan Gabriel | 3:14     |  |
| 10. | «Si Dios Me Ayuda - Del disco: Con El Mariachi Vargas De Tecalitlán 1974»       | Juan Gabriel | 3:04     |  |